# Rimbocchiamoci le maniche
Rimbocchiamoci le maniche è una miniserie televisiva italiana di 8 puntate, diretta da Stefano Reali e prodotta da Endemol, in onda dal 7 settembre al 26 ottobre 2016 su Canale 5. È stata girata nel Lazio, in provincia di Roma presso Civitavecchia e nelle Marche, in provincia di Ascoli Piceno nei paesi di Offida e Grottammare.

## Trama
La fiction racconta le vicissitudini di Angela Tusco, operaia di provincia, che attraversa un momento molto duro sia in ambito sentimentale (il marito l'ha tradita con una collega di lavoro) che lavorativo (la fabbrica presso cui lavora viene messa in liquidazione dal Sindaco). Per impedire la chiusura della fabbrica e la conseguente perdita di lavoro di numerosi operai, Angela, in vista delle elezioni, decide di candidarsi e, a sorpresa, vince.
Da qui iniziano le vicende della sindaca Angela che cercherà in tutti i modi di difendere la comunità.

## Puntate
| nº | Otto puntate         | Prima TV          |
| -- | -------------------- | ----------------- |
| 1  | La scelta            | 7 settembre 2016  |
| 2  | L'acqua              | 14 settembre 2016 |
| 3  | La clinica           | 21 settembre 2016 |
| 4  | La vita in gioco     | 28 settembre 2016 |
| 5  | Niente è come sembra | 5 ottobre 2016    |
| 6  | Il crollo            | 12 ottobre 2016   |
| 7  | Alcool               | 19 ottobre 2016   |
| 8  | Le case popolari     | 26 ottobre 2016   |

## Personaggi e interpreti
- Angela Tusco, interpretata da Sabrina Ferilli.

Operaia tessile, madre di Caterina, Ercole e Ferdinando. La fabbrica per cui lavora viene messa in liquidazione e lei si candida a Sindaco in difesa della comunità.
- Fabio Ranzi, interpretato da Sergio Assisi.

Ex marito di Angela, da cui è momentaneamente separato, ma che ama ancora e vuole riconquistare.
- Paolo Sciacca, interpretato da David Coco.

Insegnante di matematica al liceo di Offidella. Ex di Angela; rivederla lo spingerà a contribuire alla causa.
- Massimo, interpretato da Marco Falaguasta.

Capitano dei Carabinieri, aitante e desideroso di fare una brillante carriera nell'Arma.
- Caterina "Caty" Ranzi, interpretata da Benedetta Gargari.

Primogenita di Angela ha un carattere deciso e forte, come quello della madre.
- Maurizio, interpretato da Maurizio Mattioli.

Lavora in Comune da trent'anni, grande conoscitore di regole e burocrazia, appoggia totalmente Angela.
- Ercole Ranzi, interpretato da Samuel Garofalo.

Secondogenito di Angela e Fabio è un adolescente sensibile e delicato, che tende a chiudersi in sé stesso e a subire.
- Ferdinando Ranzi, interpretato da Ilario Bellazzini.

Ha otto anni ed è un bambino sveglio, con la passione per la musica.
- Giovanna, interpretata da Nunzia Schiano.

Madre di Fabio e Suocera di Angela, è tradizionalista e molto conservatrice, adora suo figlio.
- Gina, interpretata da Michela Andreozzi.

Collega di Angela, è stata lei la causa della sua separazione da Fabio e diventa amica e confidente di Angela.
- Dario, interpretato da David Paryla.

Esperto di informatica, aiuta Angela per la sua campagna elettorale, diventa assessore alla comunicazione.
- Piero Pacetti, interpretato da Andrea Giordana.

Sindaco di Offidella per molti anni, è lui a consigliare ad Angela di candidarsi.
- Mario Delfino, interpretato da Alberto Molinari.

Sfidante di Angela nella corsa al Comune, una volta perse le elezioni cercherà di spodestarla in ogni modo.
- Daniela, interpretata da Monica Dugo.

Il suo lavoro è fare la restauratrice, entrerà nella squadra di Angela come assessore alla cultura.
- Luisa, interpretata da Gabriella Silvestri.

Amica e collega da una vita di Angela, avrà l'incarico di assessore all'ambiente.
- Rosa, interpretata da Francesca Antonelli.

Operaia determinata a sostenere i propri diritti e quelli delle sue colleghe di fabbrica, grande sostenitrice di Angela.
- Teresa, interpretata da Susanna Cinti

Figlia di Rosa partecipa nell'ultimo episodio all'occupazione delle case popolari

## Rimbocchiamoci le maniche - Storie di passione e impegno
Per presentare la miniserie con protagonista Sabrina Ferilli, nell'estate precedente alla messa in onda, sono state diffuse su Canale 5 delle pillole per raccontare alcune storie vere di donne che si «rimboccano le maniche». Questi piccoli filmati, con la voce narrante di Vincenzo Venuto (già volto di Alive - La forza della vita su Rete 4), mostrano la realtà di donne, come Angela nella miniserie, che prendono in mano la situazione e si danno da fare per cambiare, nel loro piccolo, il mondo in cui vivono.